# Zuid-Korea op de Olympische Zomerspelen 2004

De gezamenlijke vlag van Noord- en Zuid-Korea tijdens de openings- en sluitingsceremonie

Zuid-Korea nam deel aan de Olympische Zomerspelen 2004 in Athene, Griekenland. Tijdens de openings- en sluitingsceremonie paradeerde het gezamenlijk met Noord-Korea in het stadion onder een gezamenlijke vlag. Deze vlag was wit met daarop in het blauw het silhouet van de beide landen. Afgezien van deze ceremonies traden beide landen verder apart op.

## Medailleoverzicht
| Sport         | Olympiër                                | Discipline                    | Medaille |
| ------------- | --------------------------------------- | ----------------------------- | -------- |
| Badminton     | Kim Dong-moon Ha Tae-kwon               | dubbelspel (m)                | Goud     |
| Boogschieten  | Im Dong-Hyun Jang Yong-Ho Park Kyung-Mo | team (m)                      | Goud     |
| Boogschieten  | Park Sung-Hyun                          | vrouwen                       | Goud     |
| Boogschieten  | Park Sung-Hyun Lee Sung-Jin Yun Mi-Jin  | team (v)                      | Goud     |
| Judo          | Lee Won-hee                             | tot 73 kg                     | Goud     |
| Taekwondo     | Moon Dae-Sung                           | zwaargewicht (tot 80 kg) (m)  | Goud     |
| Taekwondo     | Jang Ji-Won                             | vedergewicht (tot 57 kg) (v)  | Goud     |
| Tafeltennis   | Ryu Seung-min                           | enkelspel (m)                 | Goud     |
| Worstelen     | Jung Ji-Hyun                            | grieks-romeins, tot 60 kg (m) | Goud     |
| Badminton     | Shon Seung-mo                           | enkelspel (m)                 | Zilver   |
| Badminton     | Lee Dong-soo Yoo Yong-sung              | dubbelspel (m)                | Zilver   |
| Boogschieten  | Lee Sung-Jin                            | vrouwen                       | Zilver   |
| Gewichtheffen | Lee Bae-Young                           | tot 69 kg (m)                 | Zilver   |
| Gewichtheffen | Jang Mi-ran                             | boven 75 kg (m)               | Zilver   |
| Gymnastiek    | Kim Dae-Eun                             | meerkamp (m)                  | Zilver   |
| Handbal       | Olympisch team                          | vrouwen                       | Zilver   |
| Judo          | Jang Sung-Ho                            | tot 100 kg (m)                | Zilver   |
| Schietsport   | Jin Jong-Oh                             | 50 m pistool (m)              | Zilver   |
| Schietsport   | Lee Bo-Na                               | dubbeltrap (v)                | Zilver   |
| Tafeltennis   | Lee Eun-sil Seok Eun-mi                 | dubbelspel (v)                | Zilver   |
| Worstelen     | Moon Eui-Jae                            | vrije stijl, tot 84 kg (m)    | Zilver   |
| Badminton     | Ra Kyung-min Lee Kyung-won              | dubbelspel (v)                | Brons    |
| Boksen        | Jo Seok-Hwan                            | vedergewicht (tot 57 kg) (m)  | Brons    |
| Boksen        | Kim Jung-Joo                            | weltergewicht (tot 69 kg) (m) | Brons    |
| Gymnastiek    | Yang Tae-Young                          | meerkamp (m)                  | Brons    |
| Judo          | Choi Min-Ho                             | tot 60 kg (m)                 | Brons    |
| Schietsport   | Lee Bo-Na                               | trap (v)                      | Brons    |
| Taekwondo     | Song Myeong-Seob                        | vedergewicht (tot 68 kg) (m)  | Brons    |
| Taekwondo     | Hwang Kyung-Sun                         | weltergewicht (tot 67 kg) (v) | Brons    |
| Tafeltennis   | Kim Kyung-ah                            | enkelspel (v)                 | Brons    |

## Deelnemers en resultaten

### Atletiek
Mannen 110 meter horden:
- Park Tae-Kyong — Eerste ronde: 13.96 s

Mannen 800 meter:
- Lee Jae-Hoon — Eerste ronde: 1:46.2 (ging niet verder)

Mannen marathon:
- Lee Bong-Ju — 2:15:33 (14e plaats)
- Ji Young-Joon — 2:16:14 (17e plaats)
- Lee Myong-Seun — 2:21:01 (41e plaats)

Vrouwen marathon:
- Lee Eun-Jung — 2:37:23 (19e plaats)
- Chung Yun-Hee — 2:38:57 (23e plaats)
- Choi Kyung-Hee — 2:44:05 (35e plaats)

Mannen 20 km snelwandelen:
- Shin Il-Yong — 1:28:02 (29e plaats)
- Lee Dae-Ro — 1:28:59 (33e plaats)
- Park Chil-Sung — 1:32:41 (41e plaats)

Vrouwen 20 km snelwandelen:
- Kim Mi-Jeong — DSQ

Mannen 50 km snelwandelen:
- Kim Dong-Young — 4:05:16 (27e plaats)

Mannen hink-stap-springen:
- Park Hyung-Jun — Eerste ronde, 15.84 meter (ging niet verder)

Mannen polsstokhoogspringen:
- Kim Yoo-Suk — Eerste ronde, 5.30 meter (ging niet verder)

Vrouwen kogelstoten:
- Lee Mi-Young — Eerste ronde: 16.35 meter

Mannen speerwerpen:
- Park Jae-Myong — Eerste ronde, 72.70 meter (ging niet verder)

Vrouwen speerwerpen:
- Chang Jung-Yeon — Eerste ronde: 53.93 meter

### Badminton
Mannen enkel:
- Shon Seung-mo — zilver
- Park Tae-sang — verslagen in de kwartfinale
- Lee Hyun-il — verslagen in de achtste finale

Vrouwen enkel:
- Jun Jae-youn — verslagen in de achtste finale
- Seo Yoon-hee — verslagen in de achtste finale

Mannen dubbelspel:
- Kim Dong-moon en Ha Tae-kwon — goud
- Lee Dong-soo en Yoo Yong-sung — zilver
- Yim Bang-eun en Kim Yong-hyun — verslagen in de kwartfinale
- Kim Sun-Woo en Kwon Soon-Jae — verslagen in de achtste finale

Vrouwen dubbelspel:
- Ra Kyung-min en Lee Kyung-won — brons
- Lee Hyo-jung en Hwang Yu-mi — verslagen in de kwartfinale

Gemengd dubbelspel:
- Kim Dong-moon & Ra Kyung-min — verslagen in de kwartfinale
- Kim Yong-hyun en Lee Hyo-jung — verslagen in de achtste finale

### Basketbal
Vrouwen: 12e plaats
- voorronde: 0-5
- plaatsnummer (11/12): verslagen door Nigeria, 68-64

### Boksen
Lichtvlieggewicht (48 kg)
- Hong Moo-won
  1. Laatste 32 — versloeg Lalaina Rabenarivo uit Madagaskar, puntenovermacht
  2. Laatste 16 — versloeg Harry Tañamor uit Filipijnen, 42-25
  3. Kwartfinale — verloor van Yan Bhartelemy Varela uit Cuba, 30-11

Vlieggewicht (51 kg)
- Kim Ki-suk
  1. Laatste 32 — verloor van Somjit Jongjohor uit Thailand, 22-12

Bantamgewicht (54 kg)
- Kim Won-il
  1. Laatste 32 — verloor van Worapoj Petchkoom uit Thailand, puntenovermacht

Vedergewicht (57 kg)
- Jo Seok-hwan — brons
  1. Laatste 32 — versloeg Sedat Tasci uit Turkije, 37-28
  2. Laatste 16 — versloeg Benoit Gaudet uit Canada, 28-16
  3. Kwartfinale — versloeg Viorel Simion uit Roemenië, 39-35
  4. Halve finale — verloor van Aleksej Tisjtsjenko uit Rusland, 45-25

Lichtgewicht (60 kg)
- Baik Jong-sub
  1. Laatste 32 — versloeg Gyula Kate uit Hongarije, 30-23
  2. Laatste 16 — versloeg Munkh Erdene U. uit Mongolië, 33-22
  3. Kwartfinale — verloor van Amir Khan uit Groot-Brittannië, stopped contest

Weltergewicht (69 kg)
- Kim Jung-joo — brons
  1. Laatste 32 — bye
  2. Laatste 16 — versloeg Vitalie Grusac uit Moldavië, 23-20
  3. Kwartfinale — versloeg Juan Camilo Novoa uit Colombia, 25-23
  4. Halve finale — verloor van Lorenzo Aragon Armenteros uit Cuba, 38-10

Halfzwaargewicht (81 kg)
- Song Hak-sung
  1. Laatste 32 — verloor van Abdelhani Kensi uit Algerije, 25-19

### Boogschieten
Mannen individueel:
- Park Kyung-mo — 5e plaats; olympisch record, 70 m 18 pijlen per ronde met 173 punten
- Im Dong-hyun — 6e plaats; wereldrecord, 70 m 72 pijlen per ronde met 687 punten
- Jang Yong-ho — 11e plaats

Vrouwen individueel:
- Park Sung-hyun — goud; wereldrecord, 70 m 72 pijlen per ronde met 682 punten
- Lee Sung-jin — zilver
- Yun Mi-jin — 5e plaats; olympisch record, 70 m 18 pijlen per ronde met 173 punten

Mannen team:
- Im Dong-hyun, Jang Yong-ho, Park Kyung-mo — goud

Vrouwen team:
- Park Sung-hyun, Lee Sung-jin, Yun Mi-jin — goud

### Gymnastiek
Mannen, turnen: 4e plaats team
- Kim Dae-Eun — plaatste zich voor twee onderdelen
  - Meerkamp — zilver
- Yang Tae-Young — plaatste zich voor twee onderdelen
  - Meerkamp — brons
  - Rekstok — 10e plaats
- Cho Seong-Min — plaatste zich voor geen enkel onderdeel
- Kim Dong-Hwa — plaatste zich voor geen enkel onderdeel
- Kim Seung-Il — plaatste zich voor geen enkel onderdeel
- Lee Sun-Sung — plaatste zich voor geen enkel onderdeel

Turnen, vrouwen
- Park Kyung-Ah — plaatste zich voor geen enkel onderdeel

### Handbal
Mannen: 8e plaats
- Voorronde: 2-0-3
- Kwartfinale: verslagen door Hongarije, 30-25
- Classificatie (5-8): verslagen door Griekenland, 29-24
- Classificatie (7/8): verslagen door Spanje, 31-24

Vrouwen: zilver
Handbal vrouwenteam : Choi Im-Jeong, Huh Soon-Young, Huh Young-Sook, Jang So-Hee, Kim Cha-Youn, Kim Hyun-Ok, Lee Gong-Joo, Lee Sang-Eun, Lim O-Kyeong, Moon Kyeong-Ha, Moon Pil-Hee, Myoung Bok-Hee, Oh Seong-Ok, Oh Yong-Ran en Woo Sun-Hee
- Voorronde: 3-1-0
- Kwartfinale: versloeg Brazilië, 26-24
- Halve finale: versloeg Frankrijk, 32-31
- Finale: verslagen door Denemarken, 38-36

### Hockey
Mannen: 8e plaats
- Voorronde: 2-2-1
- Classificatie (5-8): verslagen door Nieuw-Zeeland, 4-3
- Classificatie (7/8): verslagen door India, 5-2

Vrouwen: 7e plaats
- Voorronde: 1-1-2
- Classificatie (5-8): verslagen door Nieuw-Zeeland, 3-2
- Classificatie (7/8): versloeg Japan, 3-1

### Judo
60 kg mannen:
- Choi Min-Ho — Brons
  1. Laatste 32 — versloeg Ludwig Paischer, uit Oostenrijk
  2. Laatste 16 — versloeg Benjamin Darbelet uit Frankrijk
  3. Kwartfinale — verloor van Khashbaatar Tsagaanbaatar uit Mongolië
  4. Herkansing laatste 16 — versloeg Akram Shah, uit India
  5. Herkansing kwartfinale — versloeg Oliver Gussenberg uit Duitsland
  6. Herkansing halve finale — versloeg Masoud Haji Akhondzade, uit Iran

66 kg mannen:
- Bang Gui-Man
  1. Laatste 32 — verloor van Henrique Guimarães uit Brazilië

73 kg mannen:
- Lee Won-Hui — Gouden medaille
  1. Laatste 32 — versloeg Anatoly Laryukov uit Wit-Rusland
  2. Laatste 16 — versloeg James Pedro, Verenigde Staten
  3. Kwartfinale — versloeg Gennadiy Bilodid uit Oekraïne
  4. Halve finale — versloeg Victor Bivol uit Moldavië
  5. Finale — versloeg Vitaliy Makarov uit Rusland

81 kg mannen:
- Kwon Young-Woo — 7e plaats
  1. Laatste 32 — versloeg Cedric Claverie uit Frankrijk
  2. Laatste 16 — versloeg Gabriel Israël Arteaga Risquet uit Cuba
  3. Kwartfinale — verloor van Ilias Iliadis uit Griekenland
  4. Herkansing laatste 16 — versloeg Morgan Endicott-Davies uit Australië
  5. Herkansing Kwartfinale — verloor van Flávio Canto uit Brazilië

90 kg mannen:
- Hwang Hee-Tae — 5e plaats
  1. Laatste 32 — versloeg Przemyslaw Matyjaszek uit Polen
  2. Laatste 16 — versloeg Mark Huizinga uit Nederland
  3. Kwartfinale — versloeg Keith Morgan uit Canada
  4. Halve finale — verloor van Hiroshi Izumi uit Japan
  5. Herkansing halve finale — verloor van Mark Huizinga uit Nederland

100 kg mannen:
- Jang Sung-Ho — Zilveren medaille
  1. Laatste 32 — versloeg Franck Martial Moussima Ewane uit Kameroen
  2. Laatste 16 — versloeg Rhadi Ferguson uit Verenigde Staten
  3. Kwartfinale — versloeg Ariel Ze'evi uit Israël
  4. Halve finale — versloeg Michael Jurack uit Duitsland
  5. Finale — verloor van Ihor Makarov uit Wit-Rusland

Boven 100 kg mannen:
- Kim Sung-Beom
  1. Laatste 64 — versloeg Aytami Ruano uit Spanje
  2. Laatste 32 — verloor van Paolo Bianchessi uit Italië
  3. Herkansing laatste 32 — versloeg Vitaliy Polyanskyy uit Oekraïne
  4. Herkansing laatste 16 — verloor van Dennis van der Geest uit Nederland

48 kg vrouwen:
- Ye Gue-Rin — 7e plaats
  1. Laatste 16 — versloeg Nese Sensoy Yildiz uit Turkije
  2. Kwartfinale — verloor van Julia Matijass uit Duitsland
  3. Herkansing kwartfinale — verloor van Gao Feng uit China

52 kg vrouwen:
- Lee Eun-Hee
  1. Laatste 16 — verloor van Amarilys Savon Carmenate uit Cuba
  2. Herkansing laatste 32 — verloor van Sanna Askelof uit Zweden

63 kg vrouwen:
- Lee Bok-Hee
  1. Laatste 16 — verloor van Daniela Krukower uit Argentinië
  2. Herkansing laatste 16 — verloor van Lucie Décosse uit Frankrijk

70 kg vrouwen:
- Kim Mi-jung
  1. Laatste 32 — verloor van Catherine Jaques uit België

78 kg vrouwen:
- Lee So-Yeon — 7e plaats
  1. Laatste 32 — verloor van Anastasiia Matrosova uit Oekraïne
  2. Herkansing laatste 32 — versloeg Varvara Akiritidou uit Griekenland
  3. Herkansing laatste 16 — versloeg Rachel Wilding uit Groot-Brittannië
  4. Herkansing kwartfinale — verloor van Yurisel Laborde uit Cuba

over 78 kg vrouwen:
- Choi Sook-Ie — 7e plaats
  1. Laatste 16 — verloor van Tea Donguzashvili uit Rusland
  2. Repchange laatste 32 — versloeg Samah Ramadan uit Egypte
  3. Herkansing laatste 16 — versloeg Barbara Andolina uit Italië
  4. Herkansing kwartfinale — verloor van Maryna Prokofyeva uit Oekraïne

### Moderne vijfkamp
Mannen
- Han Do-Ryung — 4936 (24e plaats)
- Lee Choon-Huan — 5068 (21e plaats)

### Paardensport
Individueel springconcours:
- Sohn Bong-gak met Cim Christo — finale ronde B, 15e plaats
- Hwang Soon-won met C.Chap — finale ronde B, 22e plaats
- Joo Jung-hyun met Epsom Gesmeray — finale ronde B, 25e plaats
- Woo Jung-ho met Zeven Up — qualifier, 53e plaats (43e after ronde)

Team springconcours:
- Hwang, Joo, Sohn en Woo — finale, 9e plaats

### Roeien
Vrouwen skiff
- Lee Yoon-Hui — 20e plaats
  - Serie — 8:04.48 (serie 1, 5e plaats)
  - Herkansing — 7:59.53 (herkansing 2, 5e plaats)
  - Halve finale — 8:03.01 (halve finale 3, 3e plaats)
  - Finale D — 7:53.33 (2e plaats)

Vrouwen skiff
- Ham Jung-Wook — 22e plaats
  - Serie — 7:50.39 (serie 5, 5e plaats)
  - Herkansing — 7:11.38 (herkansing 5, 3e plaats)
  - Halve finale — 7:33.70 (halve finale E, 3e plaats)
  - Finale D — 7:10.44 (4e plaats)

### Schermen
Mannen degen individueel:
- Lee Sang-yup — verslagen in de achtste finale

Vrouwen degen individueel:
- Kim Hee-Jeong — verslagen in de kwartfinale
- Kim Mi-jung — verslagen in de 1/16e finale
- Lee Keum-Nam — verslagen in de 1/16e finale

Mannen floret individueel:
- Ha Chang-Duk — verslagen in de achtste finale
- Choi Byung-chul — verslagen in de achtste finale
- Park Hee-kyung — verslagen in de achtste finale

Vrouwen floret individueel:
- Nam Hyun-hee — verslagen in de kwartfinale

Mannen sabel individueel:
- Oh Eun-seok — verslagen in de 1/16e finale

Vrouwen sabel individueel:
- Lee Shin-mi — verslagen in de 1/16e finale

Vrouwen degen team:
- Kim Hee-Jeong, Go Jung-Nam en Lee Keum-Nam — 7e plaats

Mannen floret team:
- Choi Byung-chul, Ha Chang-Duk en Kim Woon-sung — 7e plaats

### Synchroon zwemmen
Duet:
- Kim Sung-Eun & Yoo Na-Mi — 88.084 pts (14e plaats)

### Tennis
Mannen enkel:
- Lee Hyung-taik — verloor in de 1/16e finale van Fernando González

Vrouwen enkel:
- Cho Yoon-Jeong — verloor in de 1/16e finale van Francesca Schiavone

### Voetbal
Mannen: 6e plaats
- Voorronde: 1-2-0
- Kwartfinale: verslagen door Paraguay, 3-2

Selectie
- Kim Yeong-Gwang
- Kim Chi-Gon
- Park Yong-Ho
- Yu Sang-Cheol
- Kim Du-Hyeon
- Park Gyu-Seon
- Kim Dong-Jin
- Kim Jeong-U
- Lee Cheon-Su
- Choi Tae-Uk
- Jo Jae-Jin
- Choi Won-Gon
- Jo Byeong-Guk
- Jeong Gyeong-Ho
- Choi Seong-Guk
- Nam Gung-Do

### Volleybal
Vrouwen:
- Voorronde: 3-2
- Kwartfinale: met 3-0 verslagen door Rusland

### Wielersport

#### Baan
Mannen individueel sprint:
- Kim Chi-Bum — 1/16 herkansing, niet gerangschikt
- Yang Hee-Chun — 1/16 herkansing, niet gerangschikt

Vrouwen punten race:
- Kim Yong-Mi — 16e plaats, -19 punten

Mannen keirin:
- Hong Suk-Hwan — eerste herkansing, niet gerangschikt
- Yang Hee-Chun — eerste herkansing, niet gerangschikt

#### Weg
Vrouwen wegwedstrijd:
- Han Songhee — 51e plaats, 3:40:43

### Zeilen
Mannen mistral
- Ok Duck-Pil — 236pts, 27e plaats

Mannen 470 klasse
- Kim Dae-Young & Jung Sung-Ahn — 171pts, 23e plaats

Laser mixed
- Kim Ho-Kon — 255pts, 32e plaats

### Zwemmen
Vrouwen 4 x 100 m vrije stijl estafette:
- (So-Eun Sun, Yoon-Ji Ryu, Min-Ji Shim, Hyun-Ju Kim) — 3:44.84 (9e plaats; ging niet verder)

Vrouwen 400 m wisselslag:
- Nam Yoo-sun — 4:50.35 (7e plaats)

Afghanistan · Albanië · Algerije · Amerikaanse Maagdeneilanden · Amerikaans-Samoa · Andorra · Angola · Antigua en Barbuda · Argentinië · Armenië · Aruba · Australië · Azerbeidzjan · Bahama's · Bahrein · Bangladesh · Barbados · België · Belize · Benin · Bermuda · Bhutan · Bolivia · Bosnië en Herzegovina · Botswana · Brazilië · Britse Maagdeneilanden · Brunei · Bulgarije · Burkina Faso · Burundi · Cambodja · Canada · Centraal-Afrikaanse Republiek · Chili · China · Chinees Taipei · Colombia · Comoren · Congo-Brazzaville · Congo-Kinshasa · Cookeilanden · Costa Rica · Cuba · Cyprus · Denemarken · Djibouti · Dominica · Dominicaanse Republiek · Duitsland · Ecuador · Egypte · El Salvador · Equatoriaal-Guinea · Eritrea · Estland · Ethiopië · Fiji · Filipijnen · Finland · Frankrijk · Gabon · Gambia · Georgië · Ghana · Grenada · Griekenland · Groot-Brittannië · Guam · Guatemala · Guinee · Guinee‑Bissau · Guyana · Haïti · Honduras · Hongarije · Hongkong · Ierland · IJsland · India · Indonesië · Irak · Iran · Israël · Italië · Ivoorkust · Jamaica · Japan · Jemen · Jordanië · Kaaimaneilanden · Kaapverdië · Kameroen · Kazachstan · Kenia · Kirgizië · Kiribati · Koeweit · Kroatië · Laos · Lesotho · Letland · Libanon · Liberia · Libië · Liechtenstein · Litouwen · Luxemburg · Macedonië · Madagaskar · Malawi · Malediven · Maleisië · Mali · Malta · Marokko · Mauritanië · Mauritius · Mexico · Micronesië · Moldavië · Monaco · Mongolië · Mozambique · Myanmar · Namibië · Nauru · Nederland · Nederlandse Antillen · Nepal · Nicaragua · Nieuw-Zeeland · Niger · Nigeria · Noord-Korea · Noorwegen · Oeganda · Oekraïne · Oezbekistan · Oman · Oostenrijk · Oost‑Timor · Pakistan · Palau · Palestina · Panama · Papoea-Nieuw-Guinea · Paraguay · Peru · Polen · Portugal · Puerto Rico · Qatar · Roemenië · Rusland · Rwanda · Saint Kitts en Nevis · Saint Lucia · Saint Vincent en Grenadines · Salomonseilanden · Samoa · San Marino · Sao Tomé en Principe · Saoedi-Arabië · Senegal · Servië en Montenegro · Seychellen · Sierra Leone · Singapore · Slovenië · Slowakije · Soedan · Somalië · Spanje · Sri Lanka · Suriname · Swaziland · Syrië · Tadzjikistan · Tanzania · Thailand · Togo · Tonga · Trinidad en Tobago · Tsjaad · Tsjechië · Tunesië · Turkije · Turkmenistan · Uruguay · Vanuatu · Venezuela · Verenigde Arabische Emiraten · Verenigde Staten · Vietnam · Wit-Rusland · Zambia · Zimbabwe · Zuid-Afrika · Zuid-Korea · Zweden · Zwitserland